# Aleš Ježek
Aleš Ježek (* 25. června 1990) je český profesionální hokejista. Od roku 2024 hraje za český klub HC RT TORAX Poruba 2011.

## Kariéra
S hokejem začínal v jihočeském klubu OLH Spartak Soběslav. Časem se dostal do dorostu a juniorky HC Mountfieldu. Odehrál také několik zápasu za juniorskou reprezentaci. Za České Budějovice odehrál v Extralize ledního hokeje 13 zápasů. V sezoně 2011 a 2012 odešel do KHL, kde hrál za HC Lev Poprad. Následující roky hrál v nižších ruských ligách – MHL a VHL. Po štaci v Rusku zamířil na Slovensko, kde oblékal dresy týmů MsHK Zilina a HK Poprad. Mezi lety 2019 až 2024 hrál v polské hokejové lize, a to v týmu Comarch Cracovia, kde byl rovněž kapitánem. Od nové sezony se stal hráčem HC RT TORAX Poruba 2011.
- HC České Budějovice U18 (2004–2007)
- HC České Budějovice U20 (2007–2011)
- HC České Budějovice (2009/2010, 2010/2011)
  -  KLH Vajgar Jindřichův Hradec (2009/2010)
  -  HC Tábor (2010/2011)
  -  IHC Písek (2010/2011)
- HC Lev Poprad (2011–2012)
  -  Tatranskí Vlci (2011–2012)
- Zauralje Kurgan (2012–2013)
- HK Ałmaty (2013–2014)
- CSK WWS Samara (2014–2015)
- MsHK Žilina (2015–2016)
- HK Poprad (2017–2019)
- Unia Oświęcim (2019)
- Comarch Cracovia (2019–2024)
- HC RT TORAX Poruba 2011 (2024–)

## Ocenění

### Reprezentace
- 2008 – Postup mezi elitu na mistrovství světa hráčů do 18 let

### Klubové
- 2015 – Stříbrná medaile z RHL: 2015 s CSK WWS Samara

- 2021 – Stříbrná medaile z polského mistrovství

- 2021 – Zlato z Polského poháru s Cracovií

- 2022 – Zlato v Kontinentálním poháru s Cracovií